# Heliodor de Larisa
Heliodor de Larisa (grec antic: Ἡλιόδωρος, llatí: Heliodoros) fou un escriptor grec autor d'una obra sobre òptica anomenada Κεφάλαια τῶν Ὀπτικῶν, que podria ser només una part o un epítom d'una obra més extensa titulada Δαμιανοῦ φιλοσόφου τοῦ Ἡλιοδώρου Λαρισαίου περὶ ὀπτικῶν ὑποθέσεων Βιβλία β᾽, cosa que fa dubtar de si el nom de l'autor era Damià o Heliodor. L'obra es basa en l'Òptica d'Euclides. Hi ha constància també d'altres obres científiques d'Heliodor.